# سوواجال
سوواجال (به ترکی آذربایجانی: Suvacal) یک منطقه مسکونی در جمهوری آذربایجان است که در شهرستان قوسار واقع شده است. سوواجال ۶۷۰ نفر جمعیت دارد.

## ریشه واژه
سووا در زبان لزگی به‌معنی کوه و جال یا چال به‌معنی تپه است و معنی کلی آن به صورت تپه های کوه است.